# Cristina de Hesse-Darmstadt
Cristina de Hesse-Darmstadt (25 de fevereiro de 1578 - 26 de março de 1596) foi uma filha do conde Jorge I de Hesse-Darmstadt.

## Família
Cristiana foi a terceira filha do conde Jorge I de Hesse-Darmstadt e da condessa Madalena de Lippe. Os seus avós paternos eram o condessa Filipe I de Hesse e a duquesa Cristina da Saxónia. Os seus avós maternos eram o conde Bernardo VIII de Lippe e da condessa Catarina de Waldeck–Eisenberg.

## Casamento
Cristina casou-se com o conde Frederico Magnus de Erbach no dia 5 de maio de 1595, quando tinha dezassete anos. Acabou por morrer menos de um ano depois sem descendência.